# 南蘭開斯特 (麻薩諸塞州)
南蘭開斯特（英語：South Lancaster）是位於美國麻薩諸塞州烏斯特縣的一個普查規定居民點。

## 人口
根據2020年美國人口普查的數據，南蘭開斯特的面積為3.47平方千米，當中陸地面積為3.44平方千米，而水域面積為0.03平方千米。當地共有人口1838人，而人口密度為每平方千米529.68人。